# Transversão
Em genética e bioquímica, transversão é um processo químico em que uma purina sofre mutação e se torna uma pirimidina, ou vice-versa, ou seja uma reacção em que uma Citosina (C) ou Timina (T) se torna uma Adenina (A) ou Guanina (G), ou no sentido inverso, um A ou G se torna um C ou T.